# Милсборо (Делавер)
Милсборо (енгл. Millsboro) град је у Округу Сасекс у америчкој савезној држави Делавер. По попису становништва из 2010. у њему је живело 3.877 становника

## Демографија
| Група             | 2000.         | 2010.         |
| Белци             | 1.712 (72,5%) | 2.682 (69,2%) |
| Афроамериканци    | 458 (19,4%)   | 695 (17,9%)   |
| Азијати           | 78 (3,3%)     | 129 (3,3%)    |
| Хиспаноамериканци | 73 (3,1%)     | 252 (6,5%)    |
| Укупно            | 2.360         | 3.877         |